# Plagne (Alta Garona)
Plagne é uma comuna francesa na região administrativa de Occitânia, no departamento de Alta Garona. Estende-se por uma área de 4,15 km². Em 2010 a comuna tinha 95 habitantes (densidade: 22,9 hab./km²).

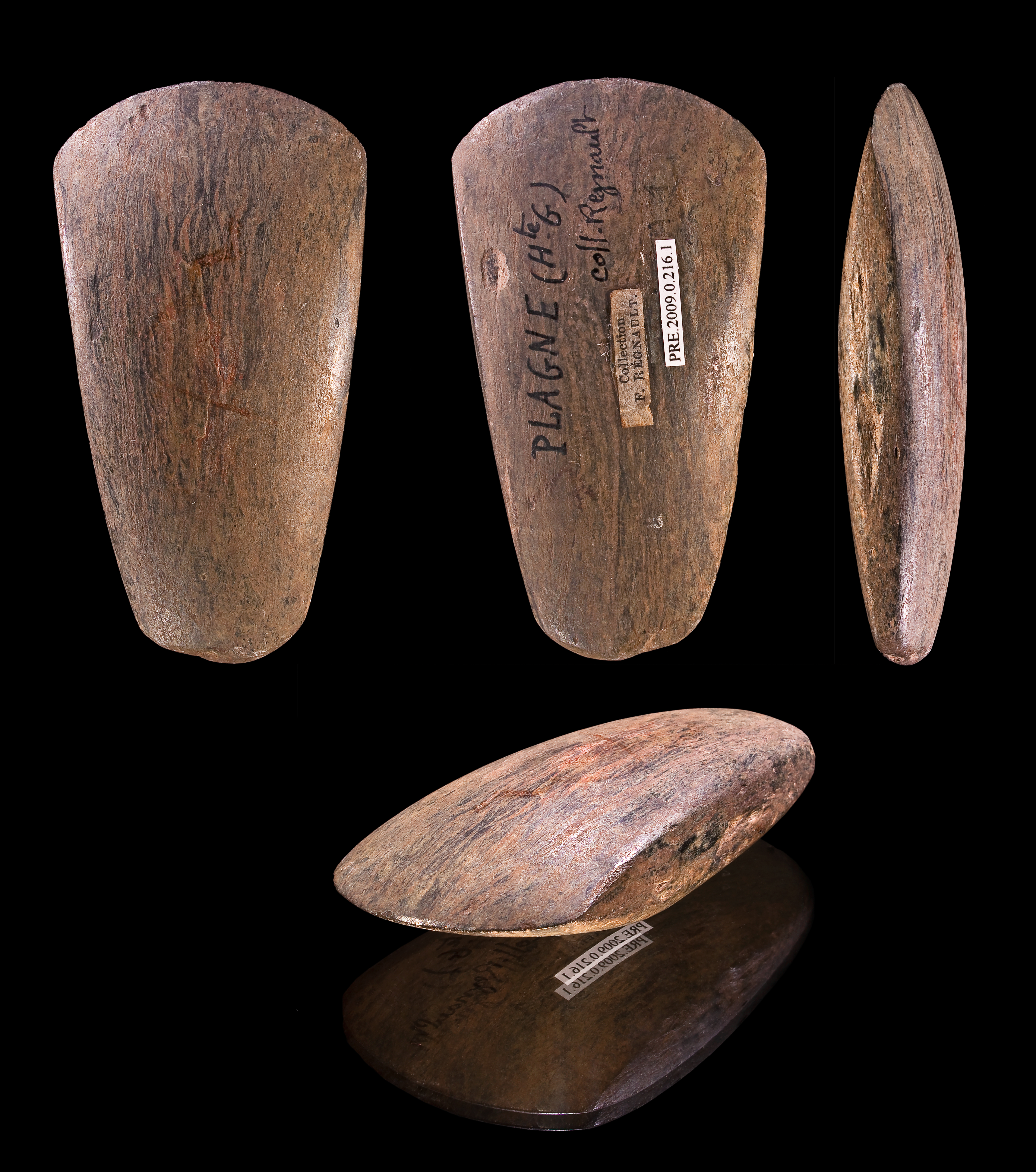
Plagne - Hache polie période néolithique - Muséum de Toulouse